# Св. св. Петър и Павел (Велико Търново)
Вижте пояснителната страница за други значения на Свети апостоли Петър и Павел.
„Св. св. Петър и Павел“ средновековна българска църква в град Велико Търново, известен паметник на Търновската художествена школа.

## Местоположение, история, архитектурни и художествени особености
Църквата се намира в подножието на северния склон на хълма Царевец. Църквата е построена през 30-те години на XIII век по инициатива на царица Анна-Мария Унгарска, за да бъдат поставени там мощите на Йоан Поливотски. Първоначално около нея е изграден и манастирски комплекс, който днес не съществува. Според някои сведения църквата е използвана като патриаршеска катедрала в продължение на няколко години, непосредствено след превземането на Търново от османския султан Баязид I (1393). До 1878 г. тя е катедрална църква на Търновската митрополия.
„Свети Петър и Павел“ е едноапсидна кръстокуполна църква с размери 14 Х 7,20 м и обширен притвор. Наосът и е разделен от два реда колони на три кораба. Към XVI – XVIII в. църквата е разширена на юг и запад с обширна Г-образна галерия и малък параклис. Сводовете, покриващи четирите междурамия на кръста, са цилиндрични и се преливат в стените под тях. Тази конструкция осигурява възможност за най-добро разполагане на стенописците композиции. По същия начин бил решен и притворът.
В стенописната украса се забелязват три живописни слоя от XIII, XV и XVI в., като по ранните са със силно католическо влияние.
Първото зографисване е извършено в началото на XIII в. От него са оцелели изписаните в медальони образи на св. св. Гурий, Самон и Авив.
Мащабно обновление на стенописната украса в наоса и притвора на храма е извършено в средата на XVI в. По това време той вече изпълнява функцията на митрополитска църква. От това време в олтарната конха са оцелели фрагменти от сцената Евхаристия, цикъла на т.нар. утринни неделни евангелия, образите на църковните отци св. св. Григорий Богослов, Йоан Милостиви, Герман Велики и др. Върху северната част на източната стена е стенописана сцената „Христос в гроба“. От първия регистър върху южната стена са запазени композицията „Дейсис“ и изображения на отшелниците св. св. Герасим, Харитон, Варлаам, Йоасаф и Йоаникий. В този регистър на северната стена са образите на пустиножителите Павел Тивейски, Пахомий с ангела и Онуфрий. Върху стълбовете, отделящи наоса от притвора, са представени изображенията на най-почитания български светец св. Иван Рилски, патроните на храма св. Петър и Павел, св. Христофор Богоносец, архангел Михаил и архангел Гавраил. Междуарковите пространства са заети от Дървото Йесеево (родословието на Иисус Христос) и медальони с изображения на руските светци Борис и Глеб. На западната стена над образите на св. Йосиф Песнопевец и св. Козма Маюмски е разположена сцената „Успение на Св. Богородица“. В притвора на храма е запазен фрагмент от изображението на Шестия Вселенски събор, проведен в Константинопол през 680 – 681 г.
Стенописната украса в галерията е изпълнена в последните две десетилетия на XVII в. Върху северната и стена могат да бъдат видени части от стенописен календар (минолог) за месеците септември, ноември, декември, януари и февруари.
По време на земетресението през 1913 г. църквата е силно повредена. Тя е напълно реставрирана през 1981 г. въз основа на оригинални фотоснимки и рисунки, по проект на арх. Боян Кузупов. Изключително интересните стенописи и архитектурата я правят един от забележителните български средновековни паметници.
Църквата е обявена за народна старина (ДВ, бр.69/1927 г.), архитектурно-строителен паметник на културата с национално значение (ДВ, бр.102/1964 г.) и художествен паметник на културата с национално значение (декл. писмо № 2586/05.07.1979 г.).
Църквата носи името на светите апостоли Петър и Павел.
Православната църква чества светите апостоли на 29 юни и на 30 юни.

## Галерия
- Свети Яков и свети Юда
- Свети Варлаам
- Светец
- Медальони от апсидата
- Медальони от апсидата
- Интериор
- Интериор
- Интериор